# Jan Nepomucen Danielski

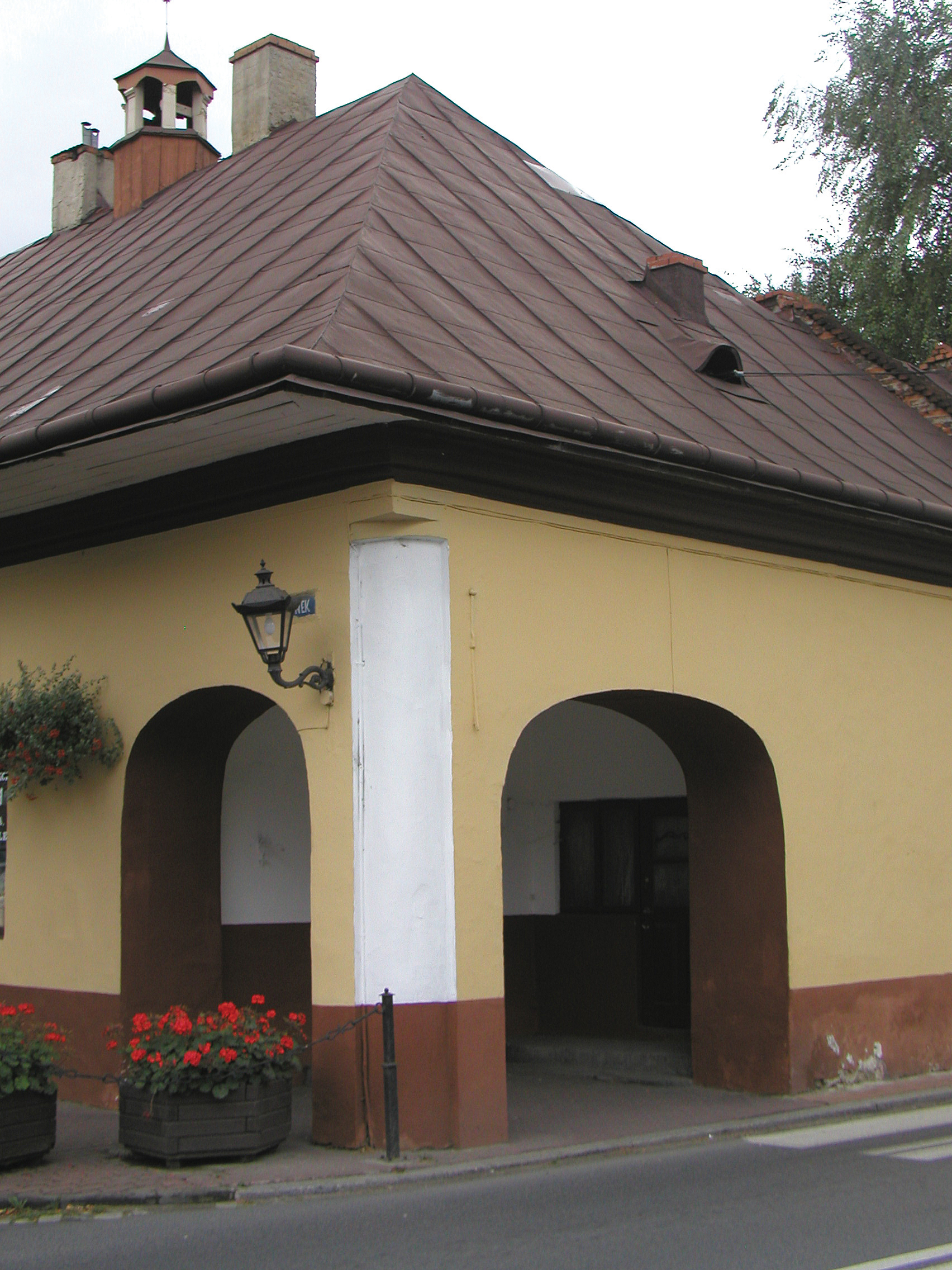
Dom nr 11 w rynku Starego Sącza, w którym wg niektórych źródeł urodził się J.N.Danielski

Jan Nepomucen Danielski (ur. 1783 w Krakowie lub Starym Sączu, zm. 22 sierpnia 1844 w Radziejowicach) – polski malarz i rysownik.
Ojcem jego był krakowski organista Stanisław. Malarstwa uczył się u Dominika Oesterreichera. Później pracował w Krakowie, gdzie oprócz malowania zajmował się prywatnym nauczaniem rysunku. Pod koniec życia przeprowadził się do pałacu Krasińskiego w Radziejowicach. 
Głównymi obszarami twórczości Danielskiego były portrety, a także sporządzane na zamówienie klientów rysunkowe kopie krakowskich dzieł sztuki, wnętrz zabytkowych i zabytków, z których część przedstawia niezachowane do dziś zabytki. Dla Zoriana Dołęgi-Chodakowskiego sporządził rysunki etnograficzne. Ponadto malował także obrazy sakralne dla kościołów. 
Zachowało się sześć rysunków Danielskiego, po trzy w bibliotece Zakładu Narodowego im. Ossolińskich i w krakowskim Muzeum Historycznym (Michalczyk podaje, że zachowały się: 2 rysunki i odbitka litograficzna w Archiwum Państwowym w Krakowie i 1 rysunek w Muz. Historycznym, nie wymienia żadnego dzieła z Ossolineum), ponadto dwa obrazy ołtarzowe: Zdjęcie z Krzyża w kościele w Modlnicy i obraz patrona kościoła św. Idziego w Giebułtowie przechowywany w tej świątyni.